# 高知県立高岡高等学校
高知県立高岡高等学校（こうちけんりつ たかおかこうとうがっこう）は、高知県土佐市高岡町に所在する公立の高等学校。

## 設置学科
- 全日制課程
  - 普通科（1学年あたり80名）
- 定時制課程
  - 普通科

## 沿革
- 1946年3月31日 - 高岡町外6ヶ村組合立高岡高等小学校同組合青年学校を改組し、高知県立高岡中学校・高知県立高岡高等女学校を設立[1]。
- 1948年4月1日 - 高知県立高岡高等学校・同併設中学校に改称[1]。定時制課程を置く[1]。宇佐町・戸波村に分校設置[1]。
- 1950年12月1日 - 本校に定時制夜間課程を設置[1]。
- 1973年3月31日 - 戸波分校を廃止[1]。
- 1996年11月9日 - 校訓制定[1]。
- 1996年11月16日 - 創立50周年記念式典を挙行[1]。
- 1999年3月31日 - 宇佐分校を廃止[1]。宇佐分校は高知県立室戸岬水産高等学校・高知県立清水高等学校漁業科とともに高知県立高知海洋高等学校（1997年開校）へ統合された[2]。
- 2007年（平成19年）4月1日 - 定時制課程を学年制から単位制に改編。